# Psoralea oreopolum
Psoralea oreopolum är en ärtväxtart som beskrevs av Auct. Psoralea oreopolum ingår i släktet Psoralea och familjen ärtväxter. Inga underarter finns listade i Catalogue of Life.